# Давор Рукавина
Давор Рукавина (1951) бивши је југословенски кошаркаш. 

## Биографија
Током кошаркашке каријере играо је за Локомотиву из Загреба (данас Цибона). Са загребачким клубом је освојио Куп Југославије 1969. године победом против Олимпије из Љубљане. У сезони 1971/72. стигао је до историјског успеха са Локомотивом, у њиховим витринама се нашао први међународни трофеј клупске југо-кошарке освајањем премијерног Купа Радивоја Кораћа.
Био је члан кошаркашке репрезентације Југославије. Као репрезентативац освојио је сребро на Европском првенству 1971. године у Западној Немачкој.
Живи у Сједињеним Државама.

## Клупски трофеји
- Куп Југославије: 1969.
- Куп Радивоја Кораћа: 1972.